# Desert i semidesert del Golf Pèrsic
El desert i el semidesert del golf Pèrsic és una ecoregió de l'ecozona paleàrtica, definida per WWF, que s'estén per la costa del golf Pèrsic de la península aràbiga, des del sud de l'Iraq, passant per Kuwait, Aràbia Saudita, Barein i Qatar, fins a l'oest dels Emirats Àrabs Units. El codi d'identificació és PA1323.

## Ubicació i descripció
Limitada a l'est pel golf Pèrsic, l'ecoregió està efectivament envoltada als seus altres cantons pel desert d'Aràbia i l'ecoregió de matolls xèrics sahero-àrab oriental. L'interior de l'ecoregió és una extensió plana de la plana costanera, que acaba a les dunes de color marró vermellós del desert d'ad-Dahna i al sud a la vora del desert dunar Rub' al Khali de l'Aràbia Saudita. L'elevació màxima de l'ecoregió és de 313 metres.
La geologia de les planes són sediments marins dipositats al Terciari (fa 66 a 3 milions d'anys), quan la regió estava submergida de manera intermitent. A causa de la pedra calcària, les sorres de l'ecoregió són més blanques que les dels altres deserts de la península aràbiga, que són majoritàriament ígnies i metamòrfiques. Al llarg de la costa hi ha depressions salines conegudes com sabkhas.

## Clima
El clima de l'ecoregió és un clima desèrtic càlid (classificació climàtica de Köppen (BWk)). Aquest clima presenta aire estable i alta pressió a l'altura, produint un desert càlid i àrid. Les temperatures dels mesos càlids solen ser de 29 a 35 °C de mitjana. S'han registrat temperatures màximes de 50 °C. Els vents del nord sovint porten tempestes de sorra. La humitat prop de la costa pot arribar al 90% a l'estiu. La precipitació anual és de 75-150 mm de mitjana, que es produeix a l'hivern.

## Flora i fauna
El 95% del territori és terra nua o vegetació escassa. La vegetació és de petits arbusts, matolls d'herba i ocasionals arbusts més grans de tamariu. La vegetació propera a la costa es caracteritza per Haloxylotea salicornici i Suaedetea deserti. Més a l'interior, la vegetació es caracteritza per Hammadetea salicornici. Els arbustos més estesos són Rhanterium epapposum, Haloxylon salicornicum i Calligonum comosum. Les herbes comunes són Panicum turgidum i l'herba mediterrània Stipa capensis; Els càrex més comuns són Cyperus conglomeratus.
A la costa, els fangs i les illes intermareals són un important hàbitat de reproducció i descans per a les aus migratòries. El vulnerable corb marí de Socotra és resident en colònies importants, especialment en una àrea protegida de les illes Hawar de Bahrain. A l'interior, petites zones de regadiu sobre els aqüífers creen hàbitats d'aiguamolls que donen suport a ocells migratoris i espècies que inclouen granotes de marjal (Rana ridibunda) i tortugues d'estany del Caspi (Clemmys caspica). Els mamífers característics de l'ecoregió són la guineu roja, la llebre del cap i l'eriçó etíop (Paraechinus aethiopicus).

## Protecció
Prop del 4% de l'ecoregió té protecció oficial. Entre les àrees protegides és la del riu Al-Batin.

## Conservació i amenaces

### Guerres del Golf

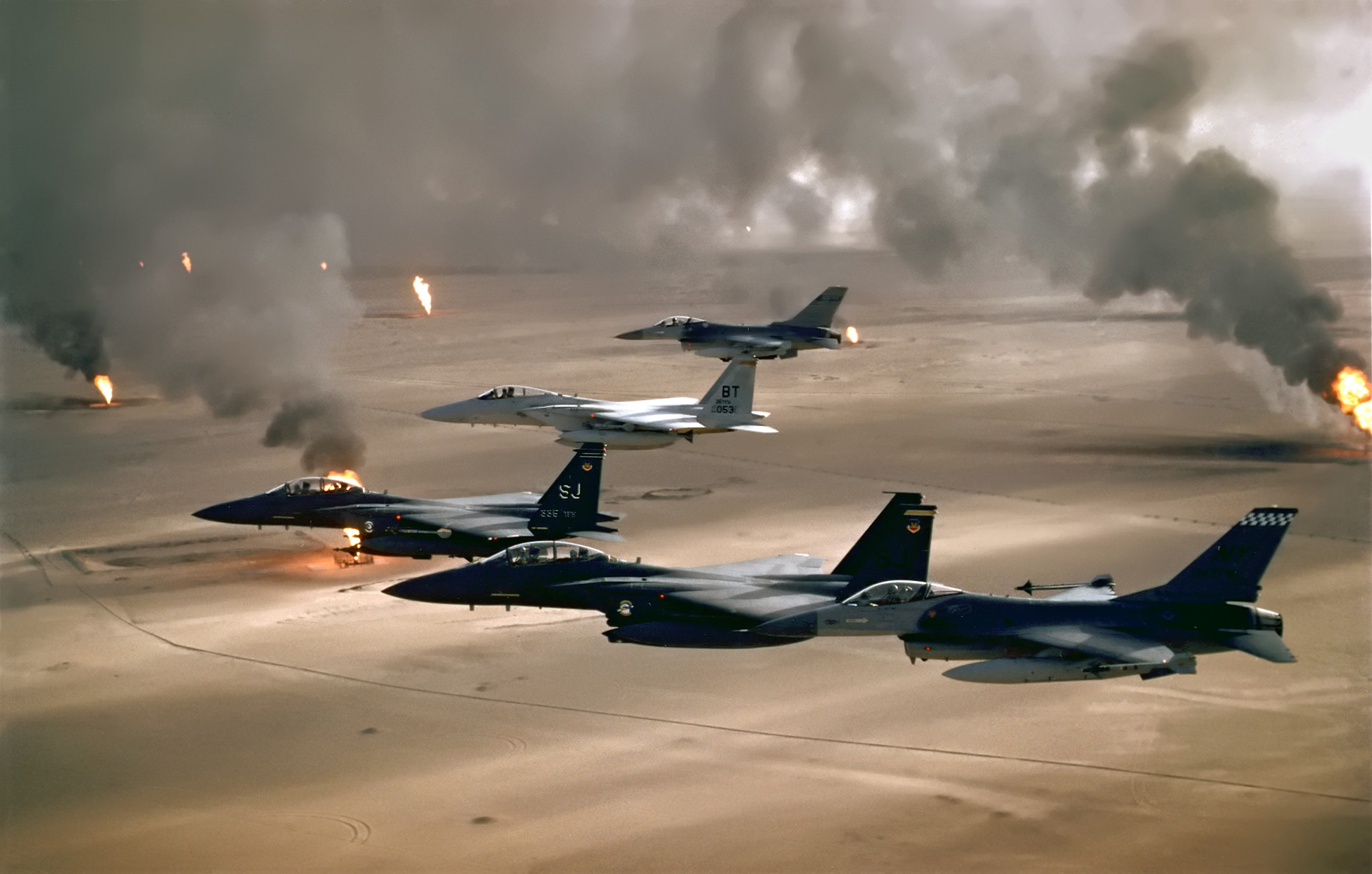
Pous abocant petroli en combustió.

El gener de 1991, durant la Guerra del Golf, les forces iraquianes van alliberar uns 1,7 milions de m³ (11 milions de barrils) de petroli des de tancs d'emmagatzematge i vaixells cisterna directament a les aigües del golf Pèrsic. Al febrer, també van destruir 1.164 pous de petroli kuwaitians. Van trigar nou mesos a extingir aquests incendis de petroli. Aquests vessaments de petroli van contaminar 1.000 km (620 milles) de la costa del golf Pèrsic. El resultat de la contaminació va ser la mort de milers d'ocells aquàtics i greus danys a l'ecosistema aquàtic del golf Pèrsic, especialment gambes, tortugues marines, dugongs, balenes, dofins i peixos. Els pous danyats també van alliberar 10 milions de m³ (60 milions de barrils) de petroli al desert i van formar llacs (una superfície total de 49 quilòmetres quadrats). Tot aquest dany es va fer per dificultar l'avançament de les forces de la Coalició.
Just abans de la guerra de l'Iraq de 2003, també van calar foc a diversos jaciments de petroli.